# Ivanko (déspota)
Ivanko (en búlgaro: Иванко) fue un noble búlgaro, gobernador del Despotado de Dobruja. Sucedió a su padre Dobrotitsa en 1385.
Ivanko rompió relaciones con el Patriarcado de Tarnovo y se puso bajo el control de Patriarcado de Constantinopla. Luego comenzó a acuñar monedas de cobre e hizo un tratado comercial con la República de Génova en 1387. Después de la Batalla de Pločnik rechazó ser vasallo del sultán otomano, como resultado Ali Pasha se dirigió a Varna en 1388 y la sitió. A pesar del fracaso del sitio, dos años más tarde, sus posesiones fueron conquistadas por el voivoda Mircea cel Bătrân de Valaquia. Ivanko murió aproximadamente en 1388.